# リード (DD-21)
|          |                                    |
| 艦歴     |                                    |
| 発注     |                                    |
| 起工     | 1908年8月3日                       |
| 進水     | 1909年8月17日                      |
| 就役     | 1909年12月3日                      |
| 退役     | 1919年7月31日                      |
| その後   | 1919年11月21日に売却               |
| 除籍     | 1919年9月15日                      |
| 性能諸元 |                                    |
| 排水量   | 700トン                            |
| 全長     | 293 ft 10 in (89.6 m)              |
| 全幅     | 26 ft 5 in (8.1 m)                 |
| 吃水     | 10 ft (3 m)                        |
| 機関     |                                    |
| 最大速   | 31ノット (57 km/h)                 |
| 乗員     | 士官、兵員85名                     |
| 兵装     | 3インチ砲4門 18インチ魚雷発射管6門 |

リード (USS Reid, DD-21) は、アメリカ海軍の駆逐艦。スミス級駆逐艦の5番艦。艦名は同海軍士官のサミュエル・チェスター・リードに因む。

## 艦歴
リードは1908年8月3日にメイン州バスのバス鉄工所で起工した。1909年8月17日にリナ・アンドリュースによって命名、進水し、1909年12月3日に艦長V・V・ウッドワード少尉の指揮下就役した。 
リードは大西洋水雷小艦隊に配属されたが、艦隊はその後幾度も改変された。リードは東海岸沿いに作戦活動に従事し、アメリカ合衆国の第一次世界大戦参戦まで主として訓練演習を行った。 
1917年4月6日、リードは南部偵察部隊に配属され、フロリダ州キーウェストから活動した。14日に北方へ向けて移動、18日にマサチューセッツ州ボストンで偵察部隊第1戦隊に合流した。5月15日には駆逐艦部隊に配属される。17日に部隊に合流、沿岸航路の護衛およびニューヨークへの入り口を偵察し、その後サウスカロライナ州チャールストンへの移動を命じられる。同地で7月5日に海外配備のための準備に入る。
リードは7月21日に東方へ向けて出航し、8月1日から9月30日までアゾレス諸島近くでの護衛および偵察任務に従事した。10月に部隊を離れ、リードはブレストに向かう。同地で護衛および偵察任務を再開した。23日、掃海艇W・T・ジェームズ (USS W. T. James, SP-429) と衝突事故を起こし、水線上部を損傷する。しかしながら修理はブレストで迅速に行われ、その後終戦まで任務を中断することなく続けた。この間、リードは潜水艦に対して数度攻撃を行い、1918年3月18日には UB-55 に、7月1日には U-86 を攻撃したが、いずれも撃沈することはなかった。
停戦後、リードは12月11日にブレストを出航し不活性化のためチャールストンに向った。31日に到着、その後ペンシルベニア州フィラデルフィアに移動し、1919年7月31日に退役した。リードは9月15日に除籍され、11月21日にコネチカット州ニューロンドンのT・A・スコット・アンド・カンパニーに売却された。